# Selenomonadales
Ordre
Les Selenomonadales forment un ordre de bactéries à Gram négatif comprenant des espèces responsables de parodontites.

## Historique
L'ordre des Selenomonadales a été créé en 2010 en même temps que l'espèce Negativicoccus succinicivorans 'et son genre Negativicoccus), la classe Negativicutes, et la famille Acidaminococcaceae.

## Description
Les bactéries de cet ordre sont formées de cellules à paroi typiques des bactéries à gram-négatif.

## Taxonomie
Le nom correct complet (avec auteur) de ce taxon est Selenomonadales Marchandin et al. 2010.
Le genre type est : Selenomonas von Prowazek 1913.
Selenomonadales a pour synonyme :
- Anaeromusales Chuvochina et al. 2024
- Propionisporales Chuvochina et al. 2024
- Sporomusales Cavalier-Smith 2006

### Étymologie
L'étymologie du nom de cet ordre Selenomonadales est la suivante : Se.le.no.mo.na.da’les. N.L. fem. n. Selenomonas, le genre type de cet ordre et étant le premier genre décrit de celui-ci; L. fem. pl. n. suff. -ales, suffixe pour définir un ordre; N.L. fem. pl. n. Selenomonadales, l'ordre des Selenomonas ».

### Liste des familles
Selon LPSN (21 juin 2025), l'ordre des Selenomonadales comprend deux familles :
- Selenomonadaceae Campbell et al. 2015
- Sporomusaceae Campbell et al. 2015